# Johannes Wilho Rinne
Johannes Wilho Rinne (* 16. August 1923 in Turku, Finnland; † 1. Juli 2010 ebenda) war Primas der Orthodoxen Kirche Finnlands.
Johannes Wilho Rinne studierte Theologie und wurde 1966 zum Doktor der Theologie an der Åbo Akademi promoviert. 1971 beendete er ein Studium des Kanonischen Rechts an der Aristoteles-Universität Thessaloniki. 
1967 trat er der Ordensgemeinschaft im Johanneskloster auf der Insel Patmos bei und empfing später die Priesterweihe der orthodoxen Kirche. 1969 wurde er zum Bischof von Lappland und Auxiliarbischof des Erzbischofs von Karelien und Finnland ernannt. 1972 wurde er Metropolit von Helsinki. 1987 wurde er Erzbischof von Karelien und Finnland und der Primas der orthodoxen finnischen Kirche. In beiden Ämtern löste er Paul Olmari ab. Nach seinem freiwilligen Rücktritt im Jahr 2001 war er (Titular-)Metropolit von Nicäa (heute Iznik, Türkei).
Metropolit Johannes war engagiert als mehrsprachiger Theologe, Übersetzer, Autor und Ökumeniker. Er galt als Experte für Kanonisches Recht.